# Jacques IV (roi d'Écosse)
Pour les articles homonymes, voir Jacques IV.
Jacques IV (en gaélique écossais Seumas IV, en anglais James IV), de la maison des Stuart, né le 17 mars 1473 et mort le 9 septembre 1513, fils et successeur de Jacques III, est roi d'Écosse de 1488 à sa mort.
Monté sur le trône à l'âge de quinze ans à la suite d'une révolte nobiliaire dont il a été le prétexte, il meurt au bout de vingt-cinq ans de règne, tué lors de la bataille de Flodden Field contre les Anglais. 
Il est le dernier monarque de Grande-Bretagne mort au combat.

## Biographie

### Origines familiales et formation
Jacques IV est probablement né au château de Stirling.
Il est le fils de Jacques III (1451 ou 1452-1488), roi de 1460 à sa mort. 
Sa mère est Marguerite de Danemark (1456-1486), fille du roi Christian Ier. 
En tant qu'héritier présomptif de la couronne d'Écosse, il porte le titre de duc de Rothesay. 

### La mort de Jacques III (1488)
Son père a dû faire face à deux grandes rébellions durant son règne. Lors de la deuxième, les rebelles font de l'héritier de la couronne leur chef nominal (le véritable chef est Alexandre Home, premier Lord de ce nom). 
Son père est tué après la bataille de Sauchieburn le 11 juin 1488. Jacques IV, âgé de quinze ans, est couronné à Scone le 24 juin. 
Prenant alors conscience du rôle qu'il a joué dans la mort de son père, il décide de faire pénitence pour cette faute et de porter à chaque période de Carême une lourde chaîne de fer autour de sa poitrine, directement sur la peau.

### Roi d'Écosse
Jacques IV montre très vite qu'il est un chef d'État efficace. Il est vainqueur d'une nouvelle rébellion en 1489. 
Il prend une part directe à l'administration de la justice.[réf. nécessaire]
Il met fin aux troubles dans les territoires de l'ouest en soumettant finalement, John d'Islay, comte de Ross et seigneur des Îles, dont il confisque le titre et les possessions par décision du parlement d’Écosse en 1493,.
Jacques IV a eu conscience de l'importance pour l'Écosse d'être dotée d'une flotte. Il acquiert trente-huit bateaux pour la marine royale et fonde deux nouveaux chantiers navals. Sa plus belle création est le Great Michael : lancé en 1511, il pesait 1 000 tonnes et mesurait 73 mètres de long. C'était alors l'un des plus grands bateaux d'Europe.

### Guerre contre l'Angleterre (vers 1500) et traité de 1502
Il soutient un moment un aventurier prétendant au trône anglais de Henri VII, Perkin Warbeck. 
L'armée écossaise met le siège devant la ville anglaise de Norham sur la rive droite de la Tweed, mais doit se replier à l'arrivée de l'armée anglaise commandée par le Thomas Howard. 
En 1502, il signe un traité de paix perpétuelle avec l'Angleterre, le premier traité anglo-écossais depuis 1328. 
Il épouse Marguerite Tudor, la fille d'Henri VII, le 8 août 1503 à Édimbourg (c'est ce mariage qui donnera à Jacques VI d'Écosse la possibilité de devenir Jacques Ier d'Angleterre en 1603).

### L'Écosse dans le conflit franco-anglais (1513)
Lorsque la guerre éclate entre l'Angleterre et la France en relation avec les guerres d'Italie, Jacques IV se trouve dans une situation difficile, étant lié à la France par l'« Auld Alliance » qui entre en conflit avec le traité de 1502. 
Le nouveau roi d'Angleterre, Henri VIII, lance une offensive contre la France en 1513. Jacques IV réagit en lui déclarant la guerre. Espérant tirer avantage de l'absence de Henri VIII de son royaume, il conduit une armée vers le sud. Une bataille s'engage le 9 septembre 1513 à Flodden Field, dans le Northumberland en Angleterre : c'est un désastre pour l'Écosse.

### Mort et funérailles
Il est tué, ainsi que de nombreux officiers et soldats, lors de cette bataille. 
Comme Jacques avait été excommunié[pas clair], son corps embaumé est resté de nombreuses années au monastère de Sheen sans être inhumé et a été perdu à la suite de la Réforme.

## Un prince de la Renaissance
Très instruit, Jacques aurait parlé couramment le gaélique d'Écosse, l'anglais, le gaélique d'Irlande, le latin, le français, l'allemand, l'italien, le flamand, l'espagnol et le danois. Il est l'avant-dernier roi écossais à parler le gaélique d'Écosse. 
Il était le mécène du poète écossais William Dunbar, connu pour son chant Lament of the Makaris.
Jacques IV est un vrai prince de la Renaissance, intéressé par les matières pratiques et scientifiques. Il a donné une charte au Collège de chirurgie d'Édimbourg en 1506 et a transformé le château d'Édimbourg en l'une des fonderies de canons les plus importantes de Grande-Bretagne. 
En 1505, il se réjouit de la création de la première imprimerie en Écosse[Où ?].

## Mariage et descendance
Jacques IV épouse Marguerite Tudor le 8 août 1503 à l'abbaye de Holyrood. Ils eurent quatre fils, dont trois morts en bas âge :

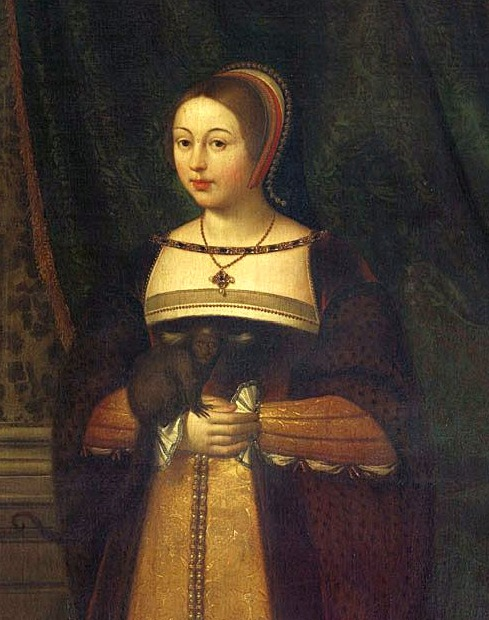
Marguerite Tudor, sa femme.

- Jacques (1507-1508), duc de Rothesay ;
- Arthur (1509-1510), duc de Rothesay ;
- Jacques (1512-1542), qui succède à son père sous le nom de Jacques V ;
- Alexandre (1514-1515), duc de Ross.

Il a aussi eu plusieurs enfants illégitimes de ses maîtresses :
1. Marion Boyd :
  - Alexandre Stuart (1493-9 septembre 1513), archevêque de St Andrews, tué à Flodden Field ;
  - Catherine Stuart (vers 1494-1554), épouse de James Douglas, 3e comte de Morton (issu de Jacques Ier) ;
2. Janet Kennedy :
  - James Stuart (1499-1544), comte de Moray ;
3. Margaret Drummond :
  - Margaret Stuart (née en 1497), épouse en 1512 John Gordon, puis John Drummond ;
4. Isabelle Stuart :
  - Jane Stuart (v. 1502-v. 1562), épouse de Malcolm Fleming et favorite du roi de France Henri II.